# Lasztchweri
Lasztchweri (gruz. ლაშთხვერი) – wieś w Gruzji, w regionie Megrelia-Górna Swanetia, w gminie Mestia. W 2014 roku liczyła 92 mieszkańców.